# Cynorhinella
Cynorhinella is een vliegengeslacht uit de familie van de zweefvliegen (Syrphidae).

## Soorten
- C. bella (Williston, 1882)
- C. canadensis Curran, 1922
- C. longinasus Shannon, 1924